# Lars Bünning
Lars Bünning (* 27. Februar 1998 in Hamburg) ist ein deutscher Fußballspieler. Der Innenverteidiger steht seit August 2023 bei Dynamo Dresden unter Vertrag.

## Werdegang

### Verein
Bünning spielte bis 2014 bei der JSG Apensen/Harsefeld und von 2014 bis 2015 in der JFV A/O/Hesslingen. Im Sommer 2015 wechselte er in die U19 von Werder Bremen. Mit der Mannschaft wurde er 2016 Meister der A-Junioren-Bundesliga Staffel Nord/Nordost, scheiterte aber im Halbfinale an der U19 der TSG 1899 Hoffenheim.
Im Juli 2017 erhielt er vom Verein seinen ersten Profivertrag für die zweite Mannschaft in der 3. Liga. Sein Profiligadebüt gab er bereits am ersten Spieltag der Saison 2017/18 beim 3:0-Sieg gegen die SpVgg Unterhaching. Insgesamt bestritt er in dieser Saison 18 Spiele mit der Bremer Reservemannschaft und stieg mit ihr am Saisonende in die Regionalliga Nord ab. Im Sommer 2019 wechselte Bünning in die zweite Mannschaft von Borussia Dortmund. Dort wurde er Stammspieler und bestritt 18 Spiele in der Regionalliga West, ehe die Saison aufgrund der COVID-19-Pandemie in Deutschland vorzeitig abgebrochen wurde.
Eine Spielzeit später verpflichtete ihn im Sommer 2020 der Drittligist SV Meppen, bei dem sich Bünning als Stammspieler durchsetzen konnte. Nach zwei Jahren wechselte der Verteidiger 2022 zum 1. FC Kaiserslautern, der in die 2. Bundesliga aufgestiegen war. Dort stand er in der folgenden Saison 2022/23 zwar regelmäßig als Ersatzspieler im Spieltagskader der Pfälzer, kam jedoch lediglich in vier Zweitligaspielen zum Einsatz. Daraufhin verließ er den Verein Anfang August 2023 wieder und wechselte zum Drittligisten Dynamo Dresden. 2025 stieg er mit der Mannschaft in die 2. Bundesliga auf.

### Nationalmannschaft
Im Januar 2013 nahm Bünning am U15-Auswahllehrgang des niedersächsischen Fußball-Verbandes (NFV) teil.